# ريكي باريت
ريكي باريت (بالإنجليزية: Ricky Barrett)‏ هو لاعب كرة قاعدة أمريكي، ولد في 9 مارس 1981 في ساكرامنتو في الولايات المتحدة.

## وصلات خارجية
- ريكي باريت على موقع الدوري الياباني لكرة القاعدة (الإنجليزية)
- ريكي باريت على موقعبيزبول رفرنس.كوم (الدوري الثانوي) (الإنجليزية)